# 渡航
渡航（日语：／ Watari Wataru，1987年1月24日—），於千葉縣出身，居住在千葉縣。明治大学传播学畢業，是日本的輕小說作家（兼職作家）。於2009年獲得第3回小學館輕小說大賞GAGAGA文庫部門大賞作品、首部作品為。作品《果然我的青春戀愛喜劇搞錯了。》於2014、2015、2016年《這本輕小說真厲害》獲得年度作品第一名。

## 著作

### 小說
- （全4卷）
- 果然我的青春戀愛喜劇搞錯了。（17卷（本篇14卷+短篇3卷））
- 廢材與金幣的庫洛迪亞（1卷）※與相樂總共著
- Qualidea Code 這樣的世界怎樣都好（1-2卷）
- 少女編號（全3卷）※QP:flapper負責角色原案與彩色插畫、やむ茶負責黑白插畫
- Qualidea Code（全3卷）
- GETUP! GETLIVE!（全一卷）

### 合輯
- 我的朋友很少Universe（MF文庫J、短篇）
- 果然我的青春戀愛喜劇搞錯了。合輯1 雪乃side（GAGAGA文庫、短編）
- 果然我的青春戀愛喜劇搞錯了。合輯2 ONPARADE（GAGAGA文庫、短編）

## 劇本

### 動畫
- 果然我的青春戀愛喜劇搞錯了。（番外篇、OVA）
- Qualidea Code（第3話、第8-9話、第11話）
- 少女編號（系列構成 / 第1-3話、第6話、第11話、第12話）
- 家有女友（第5話、第7話、第9話）
- 聖女魔力無所不能（系列構成 / 第2話、第7話、第9話、第11-12話）
- 異世界藥局（系列構成）
- 轉生公主與天才千金的魔法革命（系列構成）
- 鴨乃橋論的禁忌推理（第2話、第7-9話、第12-13話）

## 外部連結
- 渡航日誌 - 博客（日語）
- 渡航的X（前Twitter）